# Duliophyle majuscularia
Duliophyle majuscularia là một loài bướm đêm trong họ Geometridae.